# Libella

Logo von Libella (Foto 2008)

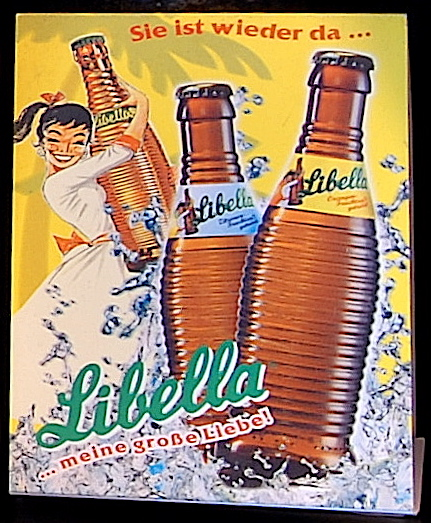
Werbeaufsteller: Libella-Flaschen in ursprünglicher Ausformung (Foto 2012)

Libella ist eine Marke für alkoholfreie Erfrischungsgetränke der ADM Wild Europe GmbH & Co. KG, die 1951 auf den deutschen Markt kam.

## Geschichte
Entwickelt wurde Libella von Rudolf Wild aus Eppelheim mit dem Anspruch, eine Limonade (mit  Kohlensäure) ohne Konservierungsstoffe, künstliche Farbstoffe und Aromen zu produzieren. Charakteristisch in den Anfangszeiten der Marke war die braune 0,25-Liter-Flasche – aus Lichtschutzglas – mit Quer-Wülsten und-Rillen und dem direkt auf die Flaschenschulter aufgedruckten Schriftzug in Gelb-Grün. Zwei Jahre nach der deutschen Markteinführung kam Libella 1953 auch in Österreich in den Verkauf. In den 1960er Jahren wurde das Getränk unter dem Handelsnamen „Libellor“ erstmals in Luxemburg vermarktet. Die Ukrainische Sozialistische Sowjetrepublik war 1989 das erste osteuropäische Land, in dem Libella verkauft wurde. 1990 bekam man die Lizenz für die DDR. 1995 folgte dann die Einführung in Litauen, der Slowakei und in Tschechien. Seit 1998 ist Libella auch in Bulgarien erhältlich sowie in Kasachstan seit 1999.
Libella-Getränke gibt es in unterschiedlichen Sorten, sie werden von verschiedenen Brauereien in Konzession abgefüllt. Heute wird Libella überwiegend in die brauereiübliche klare 0,5-Liter-Limonadeflaschen (Mehrweg, Pfand, für aufgerollte Alublech-Schraubkappe) abgefüllt und mit 2 bunt bedruckten Papier-Etiketten beklebt, ein rechtwinkeliges am zylindrischen Bauch und eine Banderole mit nach unten zeigendem Spitz um den Hals.
Sortennamen sind mitunter zweizeilig:
- ... / Apfel-Kirsch
- ...-Sport / Zitrone-Grapefruit
- Kräuterjodler
- Rote Schorle
- ACE / Orange-Karotte

## Sponsoring
Von 2006 bis 2020 wurde beim FV Nußloch der Libella Masters-Cup ausgetragen, ein internationales Fußball-Hallenturnier für U-14 Mannschaften. Das Turnier für Fußball-Junioren gibt es noch in weiteren deutschen Städten.